# Hanebado!
Hanebado! (яп. はねバド! Ханэбадо, рус. «Бадминтон Аяно Ханэсаки») — японская спортивная манга от автора Косукэ Хамада. Манга была издана в журнале good! Afternoon издательства Kodansha. Премьера аниме-сериала состоялась 2 июля 2018 года.

## Сюжет
История повествует о Кэнтаро Татибане, тренере команды по бадминтону в школе Китакомати. К сожалению, в его команде не хватает членов для банального участия в соревнованиях. Однажды он замечает студентку по имени Аяно Ханэсаки, легко взбирающуюся на большое дерево на территории школы. отметив ее навыки Татибана пытается уговорить ее вступить в команду, но Аяно ненавидит бадминтон.

## Персонажи
Аяно Ханэсаки (яп. 羽咲 綾乃  Ханэсаки Аяно)
Сэйю: Хитоми Овада
Нагиса Арагаки (яп. 荒垣 なぎさ Арагаки Нагиса)
Сэйю: Миюри Симабукуро

## Медиа

### Аниме
Аниме-адаптация была анонсирована в начале февраля 2018 года. Режиссёр — Симпэй Эдзаки, сценарист — Таку Кисимото, музыкальное сопровождение — Тацуя Като, а за дизайн персонажей будет отвечать Сатоси Кимура. Производством сериала займётся студия Liden Films.